# آیفون ۶
آیفون ۶ (به انگلیسی: iPhone 6) نسل هشتم گوشی‌های هوشمند اپل است که به همراه آیفون ۶ پلاس و اپل واچ در تاریخ ۹ سپتامبر ۲۰۱۴ معادل ۱۸ شهریور ۱۳۹۳عرضه شد. در ۲۴ ساعت اول اپل توانست حدود ۴ میلیون آیفون ۶ و آیفون ۶ پلاس بفروشد.
همچنین اپل در سه‌ماههٔ منتهی به سال ۲۰۱۵ میلادی موفق به فروش ۷۴٫۵ میلیون دستگاه آیفون شد که برابر با ۳۴ هزار دستگاه آیفون در هر ساعت است.

## طراحی

### سخت‌افزار
این آیفون بیشترین تغییرات را نسبت به نسل‌های قبلی خود داشته‌است و به سه رنگ طلایی، نقره‌ای و خاکستری است. ضخامت این آیفون ۶٫۹ میلی‌متر است که تا کنون آیفون ۶ نازک‌ترین آیفون است

### نرم‌افزار
به‌طور پیش فرض بر روی آیفون ۶ آی‌اواس ۸ نصب شده‌است.

## قیمت
قیمت‌های اعلام شده برای آیفون ۶
- نسخه ۱۶ گیگابایت – ۱۹۹ دلار
- نسخه ۶۴ گیگابایت – ۲۹۹ دلار
- نسخه ۱۲۸ گیگابایت – ۳۹۹ دلار

## فروش
اپل توانست ظرف ۲۴ ساعت اول حدود ۴ میلیون آیفون ۶ و آیفون ۶ پلاس بفروشد. تیم کوک مدیر عامل شرکت اپل اعلام کرد که مشتریان هیجان زده مدل‌های جدید آیفون را دوست دارند و نمی‌توانند صبر کنند تا بهترین آیفون را به دست بگیرند.

## خمیدگی شاسی

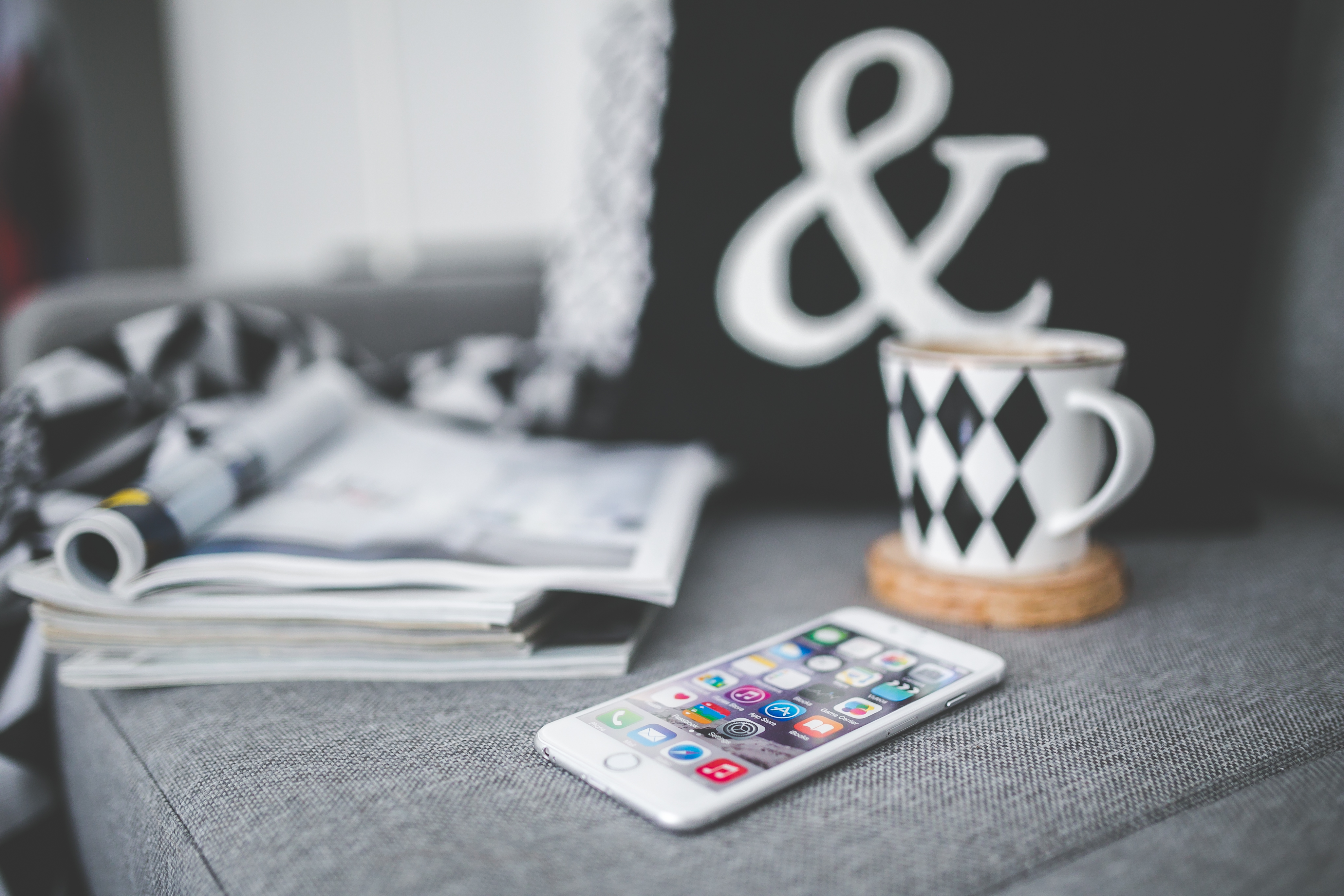
آیفون 6

با رسیدن آیفون ۶ و آیفون ۶ پلاس به دست خریدارانش، تعداد قابل توجهی از خریداران این گوشی هوشمند می‌گویند که این گوشی در صورت قرار گرفتن در جیب ممکن است به علت فشارهای وارده خم شده و تاحدی کج شود.
یکی از کاربران در نظراتش نوشته است که این گوشی پس از ۱۸ ساعت ماندن در جیبش خم شده است. وی در اکثر مواقع در حالت نشسته بوده است.
به نظر می‌رسد باریک بودن فوق‌العاده آیفون جدید هم در این مسئله بی تاثیر نباشد. ضخامت آیفون ۶ و آیفون ۶ پلاس تنها ۷ میلیمتر و طول آن ۱۶ سانتیمتر است. درحالی که موارد این چنینی مختص آیفون نیست، اما کاربران این نقص در طراحی را بندگیت نامیدند.
اما گزارشی فنی کمپانی Consumer Reports گزارش‌های پیشین را تا حدی رد می‌کند.
شرکت Consumer Reports پیش‌تر نیز در سال ۲۰۱۰ مشکل آنتن دهی آیفون ۴ را در ورطه آزمایش قرار داده بود و حالا با یک تست علمی جدید بازگشته است.
در تست این شرکت که در آزمایشگاه تخصصی آن‌ها انجام شده از اسمارت فون‌های آیفون ۵، آیفون ۶، آیفون ۶ پلاس و در کنار آن‌ها اچ‌تی‌سی وان (ام۸)، ال‌جی جی۳ و سامسونگ گلکسی نوت ۳ استفاده شده است. در این تست فشارها به دو قصد بر دستگاه‌ها وارد شده؛ اینکه چه میزان فشار برای خمیدگی کافی است و اینکه چه میزان فشار برای جدا شدن کیس از اسمارت فون‌ها موردنیاز است.
طبق این تست، آیفون ۶ توانست وزنی ۳۱٫۷ کیلوگرمی و آیفون ۶ پلاس وزنی ۴۰٫۸ کیلوگرمی را تا قبل از خمیدگی تحمل کند.
Consumer Reports در نتیجه‌گیری گزارش خود نوشته است: «تست‌های ما نشان می‌دهد که آیفون‌ها محکم تر از چیزی هستند که سر و صداهای اینترنتی نشان می‌دهند. اگرچه هیچ اسمارت فونی تا ابد نمی‌تواند از خود مقاومت نشان دهد، اما در یک استفاده معمول تمامی این اسمارت فون‌ها فشار را تحمل خواهند کرد.»
اپل نیز به موج خبر خم شدن آیفون ۶ و آیفون ۶ پلاس پاسخ داد. این شرکت اعلام کرد که خم شدن این اسمارت فون بسیار نادر است و چرا که از مواد با کیفیت بالا و پر قدرت برای ساخت آن استفاده شده است و تاکنون تنها ۹ نفر از اپل برای این مشکل شکایت داشته‌اند.
به گفته اپل این خم شدن به سه صورت امکان شده است دوچرخه سواری، مطالعه و نشستن کاربران است. در طول ۶ روز فروش آیفون که میلیون‌ها نسخه از آیفون ۶ و آیفون ۶ پلاس به فروش رسیده است تنها ۹ کاربر برای این مسئله از اپل شکایت داشته‌اند.
همچنین شرکت اپل معتقد است خم شدن آیفون ۶ و آیفون ۶ پلاس پلاس نیاز به تلاش فراوانی دارد و در کل می‌توان گفت که این مشکل را جدی نگرفته است. با این حال، این شرکت اعلام کرد که اگر مشخص شود آیفون ۶ یا آیفون ۶ پلاس یک کاربر به‌طور غیر عمد خم شده، آن آیفون ۶ یا آیفون ۶ پلاس را با یک آیفون ۶ یا آیفون ۶ پلاس سالم تعویض می‌کند.